# 兼田秀雄

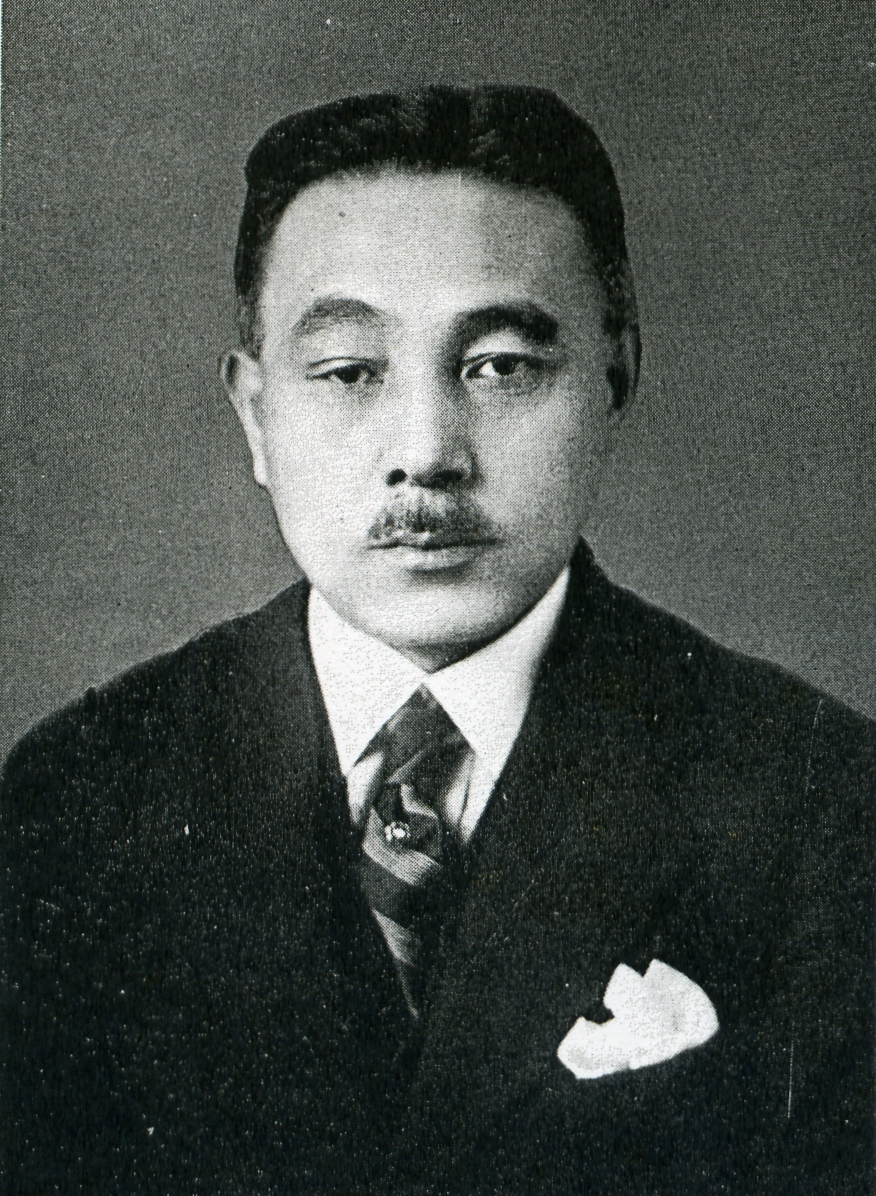
兼田秀雄

兼田 秀雄（かねだ ひでお、1880年（明治13年）5月15日 - 1937年（昭和12年）11月22日）は、日本の衆議院議員（政友本党→立憲政友会→昭和会）。

## 経歴
青森県南津軽郡黒石町（現在の黒石市）出身。早稲田大学政治科を卒業後、渡欧した。帰国後、中央新聞政治部記者、東京朝日新聞政治部記者、政治部長を務めた。その後、南満州鉄道に転じ、川村竹治社長のもと、秘書役・参事を務めた。
1924年（大正13年）、第15回衆議院議員総選挙に出馬し、当選。以後、4回の当選を重ねた。その間、岡田内閣で鉄道参与官を務めた。
1935年（昭和10年）には昭和会の結党に参加した。